# Bomanstjärnen, Lappland
Bomanstjärnen är en sjö i Vilhelmina kommun i Lappland och ingår i Ångermanälvens huvudavrinningsområde. Sjön har en area på 0,0976 kvadratkilometer och ligger 530,2 meter över havet.

## Delavrinningsområde
Bomanstjärnen ingår i det delavrinningsområde (723356-150263) som SMHI kallar för Utloppet av Bomanstjärnen. Medelhöjden är 544 meter över havet och ytan är 1,26 kvadratkilometer. Det finns inga avrinningsområden uppströms utan avrinningsområdet är högsta punkten. Vattendraget som avvattnar avrinningsområdet har biflödesordning 3, vilket innebär att vattnet flödar genom totalt 3 vattendrag innan det når havet efter 399 kilometer. Avrinningsområdet består mestadels av skog (88 procent). Avrinningsområdet har 0,15 kvadratkilometer vattenytor vilket ger det en sjöprocent på 11,8 procent.